# B-REVIEW
B-REVIEW（ビーレビュー）は、詩を主とした投稿・合評掲示板である。毎月選考委員らにより、ビーレビ杯と称し、月間B-REVIEW大賞並びに個人賞を選抜し顕彰される。また、一般参加者によるポイント、投票機能もある。参加費や参加資格はなし。通称ビーレビ。

## 概要
以下、B-REVIEWより引用。
─現代詩のフィールドにおいて唯一変化し続けるサイト─

B-REVIEWは2017年2月よりスタートした現代詩投稿-批評サイトです。進化をやめて滞りがちな現代詩のフィールドに位置しながらも絶えず変化を続けていく稀有な存在でもあります。
マナーが守られる場を作ろうとして発足したB-REVIEW1.0、全員キュレーター制を導入し選者と参加者の非相互性を解消したB-REVIEW2.0。そして今は、現代のネット様式に即したサイトデザインと、動画投稿や画像投稿といった今まで全く供給されてこなかったサービスを備えたB-REVIEW3.0であります。
なぜビーレビは変化を止めないのか。それは偏に詩がもっと読まれるものになってほしいという思いを運営者参加者共に持ち続けているからです。その作品が良いものであるならば、より多くの人に享受され影響を与えるようにしなくてはならない。多くの先人が取り組んできてそして上手くはいかなかった（または取り組もうとも思っていなかった）ことについて、B-REVIEWは果敢に挑み続けます。
あらゆる詩人の皆様方、これからもB-REVIEWで、B-REVIEWと共に、励んでいこうではありませんか。

2019年4月

## 2017年
- 2月　　fujisaki fujisaki／いちごシロップ
- 3月　　渡辺八畳／夕陽に顔面
- 4月　　田中恭平／薄明
- 5月　　武田地球／新宿のシャンゼリゼでベトナムごっこをしたいだけ
- 6月　　右肩ヒサシ／故郷の河・東京・兄の内妻
- 7月　　なかたつ／縁
- 8月　　fiorina／広島
- 9月　　まりにゃん／道へ
- 10月　 湯煙／ミネラルショップの片隅で。
- 11月　 くつずりゆう／長いつき指
- 12月　 岡田直樹／ある朝にぼくは

## 2018年
- 1月　   芦野 夕狩／letters
- 2月　　survof／僕の顔
- 3月　　蛾兆ボルカ／夜
- 4月　　武田地球／わたしは春虫　　　※2回目の受賞
- 5月　　次郎／右利き
- 6月　　今田千代（イマラチオ）／イマラチオ
- 7月　　百均／惑星メメシス
- 8月　　クヮン・アイ・ユウ／Tender
- 9月　　survof／ストロボ　　　※2回目の受賞
- 10月　 カオティクルConverge!!貴音さん／羽の日
- 11月　 渡辺八畳／たったひとりで伸びていったクレーンへと捧げる詩　　　※2回目の受賞
- 12月　 蛾兆ボルカ／海猫　　　※2回目の受賞

## 2019年
- 1月　　エイクピア／地異ミコ
- 2月　　agath／ミラージュ
- 5月　　芦野 夕狩／神の庭　　　※2回目の受賞
- 10月　 星空そとば／九月の終わりを生きる
- 11月　 survof／ある夕刻　　　※3回目の受賞
- 12月　たけだたもつ／稚内

## 2020年
- 1月　　afterglow／メメント・モリ
- 1月　　武田地球／死んだベテルギウス　　　※3回目の受賞
- 2月　　あか／此岸彷徨
- 3月　　こうだたけみ／こっちにおいで
- 4月　　楽子／私の盗まれたバックあ赤かった
- 5月　　鈴木歯車／速さについて
- 6月　　＆／排除
- 7月　　真清水るる／し
- 8月　　atsuchan69／パパの日曜日
- 9月　　パスワードを忘れ続ける／彼方からの手紙
- 9月　　パワフルぽっぽ／ラブレター・トゥ・ミー
- 10月　 黎／点
- 10月　 武田地球／生きるためにパイを焼く     　※4回目の受賞
- 11月　 宵月／あなたとどんぐりとハナミズキの赤い実とわたし
- 12月　 なかたつ／打刻　　　※2回目の受賞

## 2021年
- 1月　　afterglow／クロソイド曲線　　　※2回目の受賞
- 2月　   藤 一紀／立春の日に
- 3月　   鈴木夜道／〈安閑夜話〉 さようなら胃袋
- 4月　   武田地球／豆大福の日　　　　※5回目の受賞
- 5月　   暗谷時宗／じっちゃん。～ポエトリーリーディング～
- 5月　　高代 あさ／花火
- 6月　   不変蟹藻／死ね、ニュートン
- 7月　   なないろ／わたしなりに
- 8月　   yamabito／七月の雨
- 9月　   中田満帆／the daydreaming in a young town
- 10月　 藤 一紀／丘の上の墓碑　　　※2回目の受賞
- 11月　 新染因循／夜空のかたち
- 12月　 茉／平等

## 2022年
- 1月　  うろたん颱風／Twitterによくいる下手くそな詩を書くおばさん　　　　　※不変蟹藻と同一アカウント、2回目の受賞
- 2月　  ロンドン塔うろ子／すみません、ここは詩のサイトでしょうか？友人のスマホに残された詩を載せます。コピペがミスってたら申し訳ないです。友人は詩と言葉で、人の心を暖めたいといつも言っていました。　　　※不変蟹藻・うろたん颱風と同一アカウント、3回目の受賞
- 3月　 橙色／ハッピーザーメンプログラム
- 4月　 てんま鱗子／芝生に入るべからず Keep off the grass.
- 5月　 ほば／ブランキーブランキーブランキー
- 5月　 川﨑雄山／変光星　　　　※黎と同一アカウント、2回目の受賞
- 5月　 川﨑雄山／雨の新訳　　　※同上、3回目の受賞
- 6月　 てんま鱗子（揶白）／消えてほしい　　　　※2回目の受賞
- 7月　 ほば／旅する為の雑記帳　  　※2回目の受賞
- 7月　 深尾貞一郎／虫送り
- 8月　 鷹枕可／晩夏些事  薄楽／耳鳴り
- 9月　 カオティクルConverge!!貴音さん／しまい　　　　　※2回目の受賞
- 10月　 空色のこころ／秋愁
- 11月　 武田地球／ライチと花　　　　※6回目の受賞
- 12月　 Snydam／体験記『呆気ない宣告』

## 2023年
- 1月　　鱗子（揶白）／お前　　　　※3回目の受賞
- 2月　　黒髪／悲しみと苦しみを呪って
- 3月　　A・O・I／繭に成る。それが、だ
- 3月　   田中恭平new／ディストピアにあっても　　　　　※2回目の受賞

## 沿革
- 2017年2月、詩の投稿・合評掲示板文学極道から派生し、スタート。
- 2019年3月、サイトリニューアル。
- 同年9月、現選考システムへ移行。

## システム

### ポイント制度
以下の観点から、その詩の投稿者を除くユーザーが１タップ１ポイントで採点する。上限はなし。各観点の合計値が最も高い作品は、月期最大ポイント数作品として顕彰され、賞の最終選考の対象となる。
＜叙情性＞
深く感情に訴えかけてくるかどうか
＜前衛性＞
真新しい表現をしているかどうか
＜可読性＞
読者に無理を強いず自然に読ませられているかどうか
＜エンタメ＞
読んで純粋に楽しさを感じるかどうか
＜技巧＞
文学として詩作技術の水準が高いかどうか
＜音韻＞
詩文を音として読んだ際、また実際に音声にした際の出来がどうか
（リーディングの要素もここで評価する）
＜構成＞
単語や連、文字などの配置が効果的かどうか
（視覚詩・コンクリートポエムの要素もここで評価する）

### PV制度
最も高い作品は、月期最大PV数作品として顕彰され、賞の最終選考の対象となる。

### 投票制度
賞の選考に先立ち、「参加者全体投票」として、該当月の11日〜来月10日までの期間、掲示板トップに投票ボタンが設置され、リンク先のGoogleフォーム（要ログイン）において、一人あたり５作まで投票できる。批評文での投票は別カウントとするため、最高一人10作となる。投票された作品は最終選考の対象となる。投票は期限内であれば、一度投票しても変更可能。投票は批評文でもOKとする。批評文投稿時には「選評文」のタグをつける。こちらは投票作品上限に追加で5作まで投票可能（１批評文に１作まで）だが、批評文は後で変更することは出来ない。（ただ、批評文の内容が「この作品に投票します」などの致命的に簡易なものは不可とされる。）批評文の内容は最終選考会議の際の参考文献となる。また、得票数が最も多い作品は、月期最大投票数作品として顕彰される。

### 選考
「参加者全体投票」と「選考委員会による最終選考」を経て、その月の受賞作が決定する。
最終選考では、毎月立ち上げられる最大5名の選考委員（運営最低１人＋前の月の大賞受賞者（不可なら個人賞）＋稀に外部委員）による議論を経て、受賞作が決定される。受賞作については、選考委員それぞれの簡易な選評（選ばれた理由）が載る。
選考結果は、アーカイブに作品が、フォーラムに選考文（詳細）が載る。また、選考委員によるそれぞれの「個人賞」、「最多投票作品」「それぞれの受賞作の選評文（簡易なもの、選ばれた理由）」「雑記」も付記される。

#### 選考対象外について
選考対象外にしたい作品は「ビーレビ杯不参加」のタグを付けられる。運営や選考委員の作品も選考対象となる。ビーレビに投稿された過去作を再度投稿された場合、その作品は対象外となる。その他、不正があった作品など諸事情ある作品は選考対象外とする。

## 関係者

### 現運営（2021.3 - ）
- カオティクルConverge!!貴音さん
- mmm

### 元運営
- 天才詩人(創設者、初代代表)
- 三浦果実（第二代代表）
- 百均
- シリュウ
- まりも
- 花緒
- 夢沢那智（无、ペペロンチーニ夢沢）（ 文学極道の運営へ）
- stereotype2085（Keisei.hhh）
- かるべまさひろ
- 渡辺八畳＠祝儀敷
- ふじりゅう（藤井龍平）
- afterglow
- るるりら（真清水るる）
- 帆場蔵人
- 新染因循
- 杜琴乃

## 外部サイト
- B-REVIEW - 掲示板
- ビーレビ🖋️B-REVIEW 公式 - 公式Twitter